# Видение отроку Варфоломею
«Видение отроку Варфоломею» — картина русского художника Михаила Нестерова, первая и самая значительная работа из цикла, посвящённого Сергию Радонежскому.

## Сюжет
Картина написана Нестеровым в Уфе на сюжет, взятый из «Жития преподобного Сергия»:

Однажды отец послал Варфоломея за лошадьми в поле. По дороге он встретил посланного Богом Ангела в иноческом образе: стоял старец под дубом среди поля и совершал молитву. Варфоломей приблизился к нему и, преклонившись, стал ждать окончания молитвы старца. Тот благословил отрока, поцеловал и спросил, чего он желает. Варфоломей ответил: «Всей душой я желаю научиться грамоте, Отче святой, помолись за меня Богу, чтобы Он помог мне познать грамоту». Инок исполнил просьбу Варфоломея, вознес свою молитву к Богу и, благословляя отрока, сказал ему: «Отныне Бог дает тебе, дитя мое, уразуметь грамоту, ты превзойдешь своих братьев и сверстников». При этом старец достал сосуд и дал Варфоломею частицу просфоры: «Возьми, чадо, и съешь, — сказал он. — Это дается тебе в знамение благодати Божией и для разумения Святого Писания».
— Преподобный Сергий Радонежский, краткое житие на сайте Православие.Ru

## История создания
Работе над «Видением отроку Варфоломею» предшествовала картина «Пустынник», задуманная ещё летом 1883 года в Сергиевом Посаде и завершенная в 1889 году в Уфе. В ней уже зазвучала тема «одиночества», «пустынножития», то есть жизни человека вдали от мирской суеты, в гармонии с природой во имя нравственного очищения души и обретения духовной стойкости и ясного смысла жизни", которая возникла у Нестерова не случайно, ей предшествовала личная трагедия художника: «в 1886 году родами умерла горячо любимая им жена Маша, оставив новорожденную дочь Олю».
Образ Сергия Радонежского, близкий и дорогой художнику с самого детства, был для него воплощением нравственного идеала:

Сергия, как и Тихона Задонского, Нестеров любил с детства; оба святые были особо почитаемы в его семье. В Сергии он нашёл воплощение идеала чистой и подвижнической жизни, и именно с Сергием пришла к нему мысль о создании целого цикла, посвящённого его жизни и деяниям.— Светлана Игнатенко
Особенно большое значение Нестеров придавал роли святого в сплочении русского народа. Зарисовки пейзажей художник писал в 1889 году в окрестностях Троице-Сергиевой лавры, поселившись в деревне Комяково недалеко от Абрамцева. Абрамцево, бывшее имение Аксаковых, превратившееся с переходом к Мамонтовым из подмосковной дачи писателей в подмосковную дачу художников, впоследствии стало одним из излюбленных мест Нестерова.

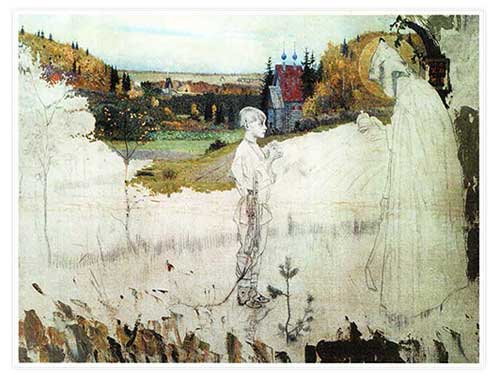
Незаконченный вариант картины, Башкирский государственный художественный музей имени М. В. Нестерова

Там закончил верхнюю, пейзажную часть и уехал в Уфу. Художник торопился, поскольку готовился к XVIII выставке передвижников и, несмотря на грипп, продолжал активно работать. «В один из дней у него закружилась голова, он оступился (стоял на небольшой скамеечке), упал и повредил холст. Продолжать работу было невозможно, требовался новый холст, который, в конце концов, был привезён».
Именно на этом новом холсте и была написана картина, которая экспонировалась на выставке передвижников и тогда же была приобретена Павлом Третьяковым для своей галереи, а незаконченный вариант картины остался в Уфе и через 50 лет перешёл в собственность Башкирского художественного музея. «В нём написана только верхняя, пейзажная, часть, всё остальное — рисунок углем». Картина, вызвавшая самые противоречивые мнения, стала сенсацией XVIII Передвижной выставки.
До конца своих дней художник был убеждён в том, что «Видение отроку Варфоломею» — лучшее его произведение. В старости лет художник любил повторять:

Жить буду не я. Жить будет «Отрок Варфоломей». Вот если через тридцать, через пятьдесят лет после моей смерти он ещё будет что-то говорить людям — значит, он живой, значит, жив и я.